# علاقات عاطفية حميمة

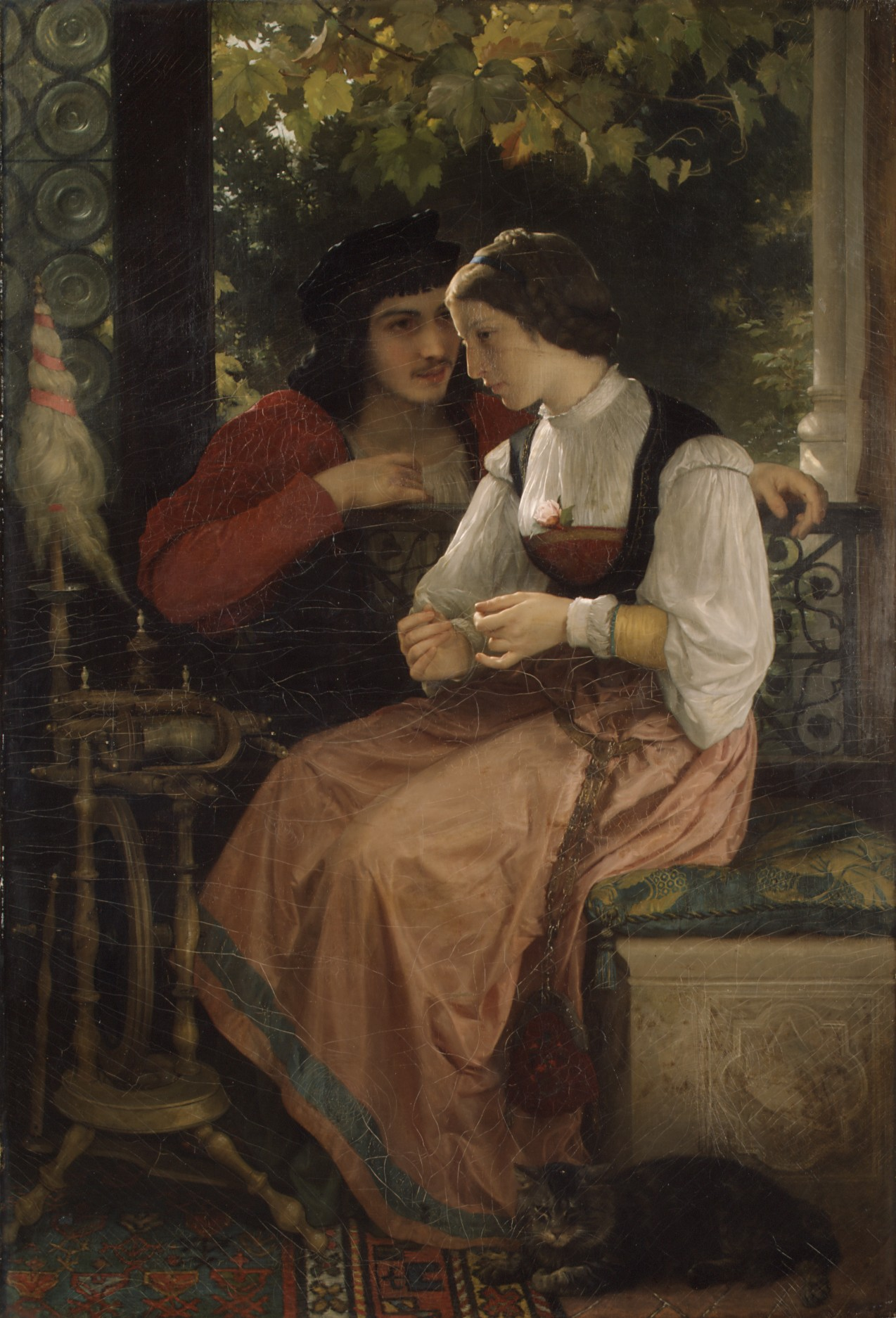

العلاقات العاطفية الحميمة هي صورة من صور العلاقات بين الأشخاص والتي تختلف في شدتها من علاقة لأخرى وتختلف من وقت لآخر، تمامًا مثل العلاقات الجسدية. وقد يشير كل من التأثر والعاطفة والمشاعر إلى ظواهر مختلفة. قد تشير العلاقات العاطفية الحميمة إلى كل أو أي من سياق متخصص أو غير متخصص.
يمكن التعبير عن العلاقات العاطفية الحميمة بالتواصل اللفظي أو غير اللفظي. وقد تشير درجة الراحة وفاعلية الأداء وتجربة التقارب المتبادل إلى وجود إشارات عاطفية حميمة بين الأشخاص. ويتم التعبير عن التواصل الحميم (على سبيل المثال؛ من خلال التحدث) والإيحاء بوجوده (على سبيل المثال؛ جلوس الأصدقاء متقاربين في الحديقة على المقعد في صمت). وتعتمد العلاقات العاطفية الحميمة مبدئيًا على الثقة بالإضافة إلى اعتمادها على طبيعة العلاقة والثقافة التي يتم ملاحظتها.اعتمادًا على الخلفية والتقاليد الخاصة بأطراف العلاقة، فإن العلاقات العاطفية الحميمة قد تتضمن الإفصاح عن الأفكار والمشاعر والعواطف من أجل الوصول إلى فهم يتيح الدعم المتبادل أو بناء الإحساس بالمجتمع. أو ربما تتضمن مشاركة الواجب ودون تفسير.
تعتمد العلاقة العاطفية الحميمة أساسًا على الثقة، وتتأثر بطبيعة العلاقة نفسها والثقافة التي تترعرع فيها تلك العلاقة. تختلف العلاقة العاطفية الحميمة عن العلاقة الجنسية الحميمة، فالعلاقة الجنسية الحميمة قد تنشأ مع أو دون علاقة عاطفية حميمة. تختلف العلاقة العاطفية الحميمة في أنها تنشأ غالبًا بعيدًا عن الإطار الجنسي. العلاقة العاطفية الحميمة حدث نفسي ينشأ عندما تصل مستويات الثقة والتواصل بين شخصين لدرجة المشاركة المتبادلة لدواخلهما النفسية العميقة. قد تتضمن العلاقة العاطفية الحميمة الكشف عن الأفكار والمشاعر والعواطف من أجل الوصول إلى تفاهم مشترك، أو تقديم دعم متبادل، أو بناء حس اجتماعي، أو قد تنطوي على المشاركة في التزام دون تقديم تفسيرات، كل ذلك اعتمادًا على الخلفية التي يأتي منها كلاهما والعرف السائد الذي يتبعانه.
تتطلب الحميمية العميقة مستوى عالٍ من الشفافية والانفتاح، المحادثة ركن أساسي في أي علاقة عاطفية حميمة. لهذا قد تكون العلاقات عن بعد التي تعتمد فقط على المحادثة أقوى من العلاقات العادية لأنها تجبر الشريكين على تعزيز عملية المحادثة. تتطلب تلك الدرجة من الانفتاح نوعًا من إظهار الضعف الذي يمكن أن يُشعِر أحد الطرفين بعدم الارتياح أو قد تثير اضطراب القلق لديه، لكن تلك المشاعر تتلاشى بمرور الوقت والممارسة المستمرة. يستطيع الأزواج الذين يصلون إلى هذا المستوى من الحميمية العاطفية أن يكونوا أكثر راحة مع بعضهم، فهم يشعرون أن بإمكانهم مشاركة آمالهم وصفاتهم الإيجابية تمامًا كما يشعرون بإمكانية مشاركة الخصائص السلبية. تمر العلاقات بلحظات رائعة كما تمر باللحظات الصعبة، والعلاقة العاطفية الحميمة تعني القدرة على إيصال مشاعرك في كلا الموقفين، وإظهار مدى اهتمامك بالطرف الآخر. من المهم ممارسة الحميمية العاطفية في العلاقات. يمكن حل مشكلة عدم وجود علاقة عاطفية حميمة عن طريق قضاء المزيد من الوقت مع شريك حياتك طوال فترة علاقاتكما. يشير العديد من المتخصصين إلى أن التحدث عن المشكلات بمجرد ظهورها ضروري لاستمرار العلاقة العاطفية الحميمة، ما يحافظ على حميمية العلاقة أيضًا، الصراحة والتعبير عن الامتنان والتواصل باستمرار.

## مقياس الحميمية العاطفية
يتكون مقياس الحميمية العاطفية من خمسة عناصر، وهو مقياس يتيح تقييم مستوى الحميمية العاطفية في العلاقة. هدفه التنبؤ بالتوقعات المختلفة الناتجة عن وجود العلاقة الحميمة.
أُعِدَّ هذا المقياس اعتمادًا على دراسة العناصر المختلفة لمكونات العلاقة الحميمة الأساسية. يجيب الأشخاص على استبيان من خمسة مكونات أساسية ليروا مدى تطابق تلك المكونات مع واقع علاقتهم الحميمة. هذه المكونات الخمسة هي:
- هذا الشخص يقبل ما أنا عليه.
- أستطيع أن أشارك صراحةً أفكاري ومشاعري العميقة مع هذا الشخص.
- هذا الشخص يهتم بي بشدة.
- هذا الشخص سوف يساعدني عن طيب خاطر بأي طريقة.
- أفكاري ومشاعري مفهومة لهذا الشخص، ومؤكد عليها منه.

تضع هذه النتائج ارتباطًا بين قيم محددة يتصف بها الفرد مثل الرفاه النفسي والجسدي، والدعم الاجتماعي، والصحة.
تثبت نتائج المقياس وجود علاقة إيجابية بين زيادة الدرجة على مقياس الحميمية العاطفية والدعم الاجتماعي الذي يتلقاه الفرد، والكفاءة الذاتية، والرضا عن الحياة، وغيرها من الآثار الإيجابية. كما يوضح العلاقة السلبية بين انخفاض الدرجة على المقياس وزيادة الضغط والألم والإرهاق الذي يعانيه الفرد. تعطي العلاقة الحميمة شعورًا بالهدف والانتماء ما يزيد من الرفاهية الفسيولوجية والنفسية.